# Comuna Novovasîlivka, Ielaneț
Novovasîlivka (în ucraineană Нововасилівка) este o comună în raionul Ielaneț, regiunea Mîkolaiiv, Ucraina, formată din satele Fedoro-Mîhailivka, Ivanivka și Novovasîlivka (reședința).

## Demografie
Componența lingvistică a comunei Novovasîlivka
     Ucraineană (91,49%)
     Română (4,57%)
     Rusă (2,54%)
     Alte limbi (0,38%)
Conform recensământului din 2001, majoritatea populației comunei Novovasîlivka era vorbitoare de ucraineană (91,49%), existând în minoritate și vorbitori de română (4,57%) și rusă (2,54%).